# 碘
碘（羅馬化：Iódis，直译：「“深紫羅蘭色”」）是一種化學元素，其化學符號为I，原子序數为53。碘是最重的穩定鹵素，在標準狀況下為有光澤的紫黑色固態非金屬，在114 °C（237 °F）時融化成深紫色液體，在184 °C（363 °F）時气化成紫色氣體。碘元素在1811年由法國化學家贝尔纳·库尔图瓦發現，兩年後約瑟夫·路易·盖-呂薩克因碘蒸汽的颜色而以希臘語 ἰώδης （深紫羅蘭色）命名碘為「iodine」。
碘有許多氧化態，包括碘化物（I-）的-1、碘酸盐（IO3-）的+5和高碘酸盐的+7。碘是豐度最低的非人造鹵素，在地殼中豐度排名第61。碘亦是人體必需的元素中原子序最大的，是合成甲狀腺素的必要成分。碘缺乏症是造成智能障礙的主因，影響了將近二十億人，但可預防。
現今生產碘的主要國家是智利與日本。因為其高原子量且容易形成有機化合物，所以可用作無毒的造影剂。人體吸收碘的專一性也使其放射性同位素用于治療甲狀腺癌。此外，在工業上製造醋酸與一些聚合物時，也會使用碘作為催化劑。碘是世界卫生组织基本药物。

## 历史
碘是由法国化学家貝爾納·庫爾圖瓦于1811年發現的。当时正值拿破仑战争，因此法国的硝石（火药的必须成分）需求量很高。开采硝石需要碳酸钠，而后者可以从海藻中提取。提取这些碳酸钠需要先烧掉海藻，再用水洗灰烬，剩余的废物可用硫酸销毁。库尔图瓦有一次在销毁过程中加了太多硫酸，结果产生一团紫色气体。他注意到这些气体会在冷的地方结晶，产生深色晶体。库尔图瓦怀疑这种物质是新元素，但因缺少经费而没有进一步研究这种物质。
于是，库尔图瓦把这种物质给了他的朋友查尔斯·伯纳德·德索姆和尼古拉斯·克莱门特，让他们研究它。他也把这种物质给了约瑟夫·路易·盖-吕萨克和安德烈-马里·安培。1813年11月29日，德索姆和克莱门特公开了库尔图瓦的发现，并在法兰西学会的会议中描述了这种物质。12月6日，盖-吕萨克宣布这种物质是一种元素或是一种氧化物。他提议把这种物质以碘蒸汽的颜色命名为iode（源自古希腊语 ，意为紫色）。安培把他的样本给了汉弗里·戴维，而戴维注意到了这种物质和氯相似。戴维在12月10日写信给皇家学会，称他确认了一种新元素。戴维和盖-吕萨克就谁最先发现碘是一种元素的问题爆发了争论，但两位科学家都承认库尔图瓦是第一个分离碘的人。
1873年，法国医学研究员卡西米·达万尼发现碘可以杀菌。1908年，伊斯特拉外科医生安东尼奥·格罗西奇在外科手术中使用碘酊来快速消毒人体皮肤。
在早期元素周期表中，碘的元素符号是源自德文Jod的J。这种元素的中文名称取自英文名稱的最後一個音節（dine→典），加上代表固體非金屬元素的「石」字部首，命名為「碘」。

## 性质

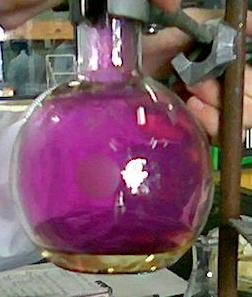
碘可以升华成为紫色的气体

碘是第四个卤素，也是在有稳定同位素的卤素中最重的。（接下来的卤素砹和鿬因为它们极强的放射性并没有完整研究，但因为相对论效应而呈现出各种不寻常的性质。）碘的电子排布为[Kr]4d105s25p5，最外层有七个价电子。和其它卤素一样，碘只差一个电子就能达到八隅体结构，因此是会和许多元素反应来达到稳定八隅体结构的氧化剂。根据元素周期律，碘是稳定卤素中氧化性最弱的，其电负性也是最低的，仅2.66。（作为比较，氟、氯和溴的电负性分别为3.98、3.16和2.96，而砹则继续这个趋势，电负性来到了更低的2.2。）碘单质以双原子分子 I2存在，这两个碘原子共用一对电子来达到稳定的八隅体结构。在高温下，这些双原子分子会可逆分解成一对碘原子。碘离子 I−是稳定卤素中还原性最强的，容易氧化成I2。（砹则继续这个趋势，其阴离子At−不稳定，很容易氧化成At0或At+。）
碘微溶于水，在20℃时，碘在水中的溶解度为0.03g/100g。在水中加入碘化钾会因为产生三碘阴离子和其它多碘离子而增加碘的溶解度。像是己烷和四氯化碳的非极性溶剂则可以溶解更多的碘。碘的极性溶液（例如水溶液）是棕色的，显示溶剂充当了路易斯碱，生成电荷转移配合物；而非极性溶液则呈现紫色，也就是碘原本的颜色。

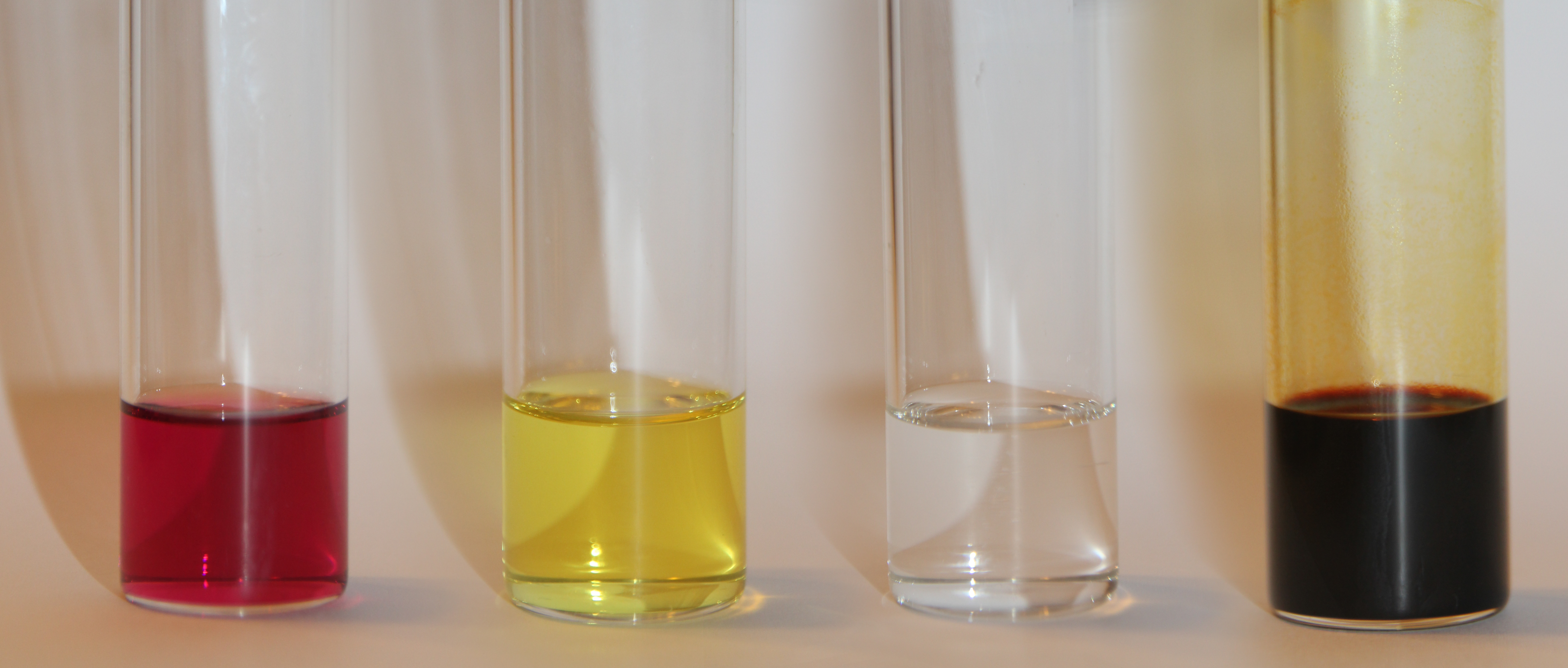
溶于CH_{2}Cl_{2}的电荷转移配合物I_{2}•PPh_{3}。从左到右：
(1) I_{2}溶于二氯甲烷并不产生电荷转移配合物。
(2) 在加入过量PPh_{3}几秒后逐渐产生电荷转移配合物。
(3) 在加入过量PPh_{3}一分钟后产生电荷转移配合物[Ph_{3}PI]^{+}I^{−}。
(4) 在加入过量I_{2}后产生的电荷转移配合物是[Ph_{3}PI]^{+}[I_{3}]^{−}。

碘的熔点和沸点是稳定卤素当中最高的，符合元素周期律。碘是卤素中挥发性最低的，但固态碘仍会产生紫色蒸汽。由于这个性质，碘可用于示范从固体直接变为气体的升华过程，但这也使人误解碘在标准大气压下没有液态。由于碘在稳定卤素当中有最大的原子半径，它的电离能、电子亲和能、电负性和反应性也都是稳定卤素中最低。

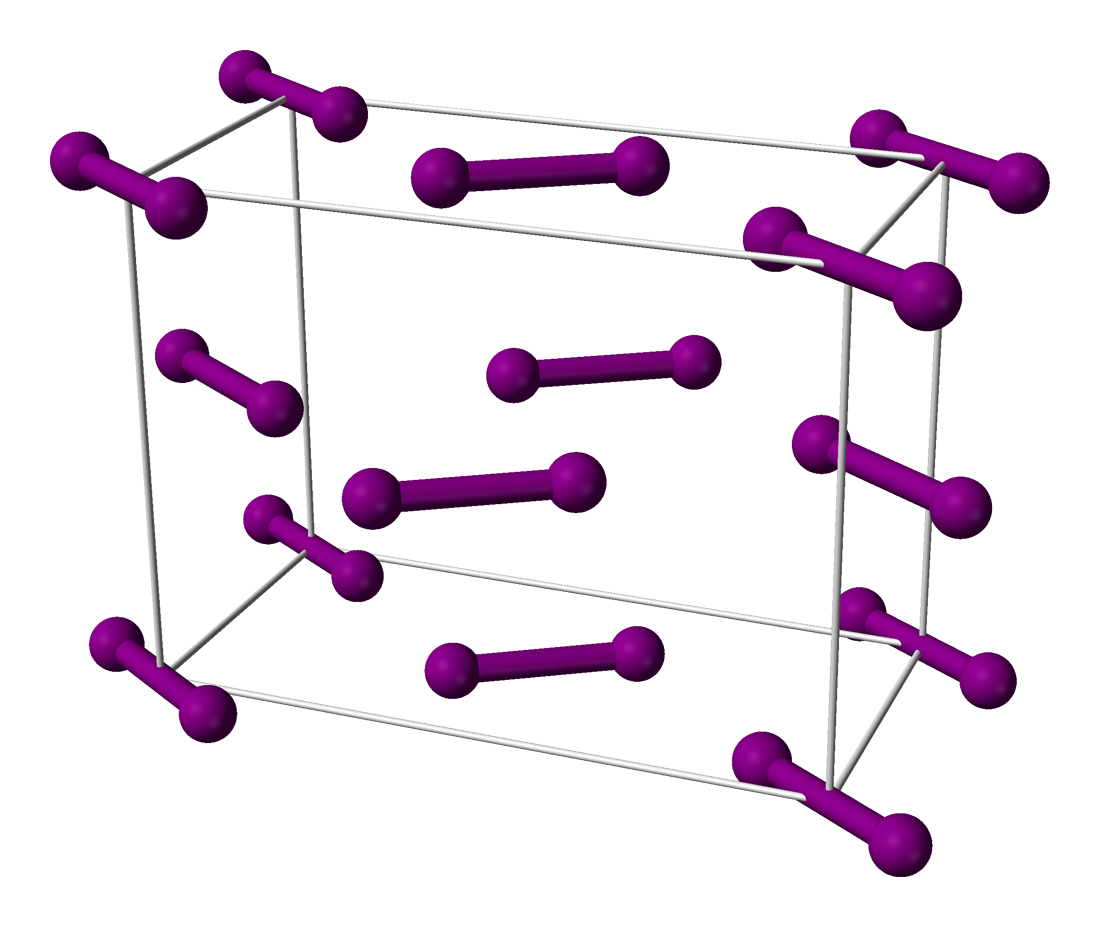
碘的晶体结构

I2中的键是所有卤素中最弱的。在575 °C下的气态碘就有1%离解成碘原子，而其它卤素要达到这种离解程度需要750 °C以上的温度。大多数含碘的键比较轻卤素的键弱。气态碘由I2分子组成，其I–I键长为266.6 pm，是最长的单键之一。在碘正交晶系的晶体中，其I–I键长会变长，达到271.5 pm。这使得在碘分子中有显著的电子相互作用，而这些相互作用使碘是半导体，且有闪亮的外观。碘是二维半导体，能隙为1.3 eV（125 kJ/mol）。

### 同位素
碘有37種同位素，其中只有碘-127穩定、存在于自然界。其它同位素都具有放射性，且半衰期都短到不能成为原生核素。因此，碘屬於單一同位素元素。
最稳定的放射性碘同位素是碘-129，半衰期长达1614万年，会β衰变成稳定的氙-129。在太阳系形成之前就存在和碘-127一同产生的碘-129，但到了今天已全部衰变，成为绝种同位素。碘-129可以为早期太阳系或非常古老的地下水测年，其存在可以通过样本过量的衰变产物氙-129确定。自然界中仍有痕量的碘-129，它们是由大气中氙的宇宙射线散裂而成的，占了天然碘的10−14至10−10。碘-129也可以通过核试验产生。不过，在核试验最多的1960和1970年代，碘-129仍只占了天然碘的10−7。碘-127和碘-129的激发态可用于穆斯堡尔谱学。
其它碘同位素的半衰期则更短，都不超过几天，其中一些可用于医疗。碘-123的半衰期为13小时，会电子捕获成碲-123并放出γ射线，可用于单光子发射计算机断层扫描（SPECT）和CT扫描。碘-125是半衰期第二长的放射性碘同位素，半衰期为59天，会电子捕获成碲-125，并放出低能量γ射线。它可用于化验、核医学和近距离治疗，可以治疗前列腺癌、葡萄膜黑色素瘤和脑瘤。半衰期8天的碘-131则会β衰变成稳定的氙-131的激发态，后者会释放γ射线来回到基态。碘-131是常见的裂变产物，因此会在放射性落下灰中大量存在。人体可能会通过受污染的食物吸收它，积聚在甲状腺中。它的衰变可能会损害甲状腺，造成甲状腺癌和甲状腺炎。
防止碘-131影响人体的常用方法是每天服用含稳定的碘-127的碘化钾片来使甲状腺饱和。不过当需要破坏组织时，碘-131也可用于放射疗法。碘-131可用作放射性示踪剂。

## 化学性质和化合物
| X  | XX  | HX  | BX3 | AlX3 | CX4 |
| -- | --- | --- | --- | ---- | --- |
| F  | 159 | 574 | 645 | 582  | 456 |
| Cl | 243 | 428 | 444 | 427  | 327 |
| Br | 193 | 363 | 368 | 360  | 272 |
| I  | 151 | 294 | 272 | 285  | 239 |

碘很活泼，但比其它卤素不活泼。举个例子，氯气可以把一氧化碳、一氧化氮和二氧化硫分别氯化成光气、亚硝酰氯和硫酰氯，但碘不能。此外，金属的碘化物可以达到的价态往往比对应的氯化物和溴化物低。举个例子，铼的最高价氯化物是六氯化铼，而最高价溴化物是五溴化铼，但铼的最高价碘化物只是四碘化铼。出于同样的原因，碘在卤素中最低的电离能代表它最容易给氧化，因此阳离子化学也较多。它的高氧化态也比溴和氯稳定，其中一个例子就是七氟化碘。

### 电荷转移配合物
碘分子 I2可溶于CCl4和碳氢化合物中，产生亮紫色的溶液。这些溶液的吸收带高峰在520 – 540 nm的区间，是π*至σ*跃迁产生的。I2和路易斯碱反应会使这个吸收带高峰蓝移到230 – 330 nm，这是因反应产生的加合物（也就是电荷转移配合物）导致的。

### 碘化氢
碘最简单的化合物是碘化氢 HI。它是无色气体，会给氧气氧化成水和碘。和其它卤化氢不同，虽然碘化氢在实验室里可用于碘化反应，但它没有大规模工业用途。碘化氢在商业上是由碘和硫化氢或联氨反应而成的：
8 I2 + 8 H2S → 16 HI + S8
2 I2 + N2H4  4 HI + N2
在室温下，碘化氢是无色气体，熔点−51.0 °C，沸点−35.1 °C。它是吸热化合物，其分解反应放热，但除非有催化剂，否则反应非常缓慢。这也使得氢气和碘在室温下不会完全反应。碘化氢中H–I键的键解离能是所有卤化氢中最小的，只有295 kJ/mol。
碘化氢的水溶液氢碘酸是一种强酸。碘化氢极易溶于水，一升水就可以溶解425升的碘化氢，而其饱和溶液中水分子和碘化氢分子的比例达到了4:1。市面上的浓氢碘酸的含48–57% HI。浓度为56.7%的氢碘酸是共沸物，沸点为126.7 °C，因此到达这个浓度的氢碘酸无法通过蒸馏继续浓缩。
和氟化氢不同，无水碘化氢因为沸点低且液态范围小，因此是极差的溶剂。碘化氢的相对介电常数低，且不会明显离解成H2I+和HI−
2离子。由于氢和碘之间的氢键很弱，HI−
2比HF−
2不稳定许多，但它的Cs+和NR+
4（R = Me、Et、Bun）盐仍可给分离。无水碘化氢只能溶解像亚硝酰氯和苯酚这样的小分子，或是像季铵盐这样晶格能很低的离子化合物。

### 其它碘化物
大部分元素都可以形成碘化物。不过，由于碘离子较大且碘的氧化性较弱，碘化物很难达到高氧化态。在已知的碘化物中，金属的最高氧化态是+5，存在于铌、钽和镤的五碘化物中。不会水解的碘化物可以由对应元素或其氧化物、氢氧化物或碳酸盐和氢碘酸反应而成，然后在碘化氢气氛下脱水而成。其它制备碘化物的方法包括元素和碘或碘化氢在高温下的反应，或是在高温下用碘单质、挥发性的金属碘化物、四碘化碳或有机碘化合物碘化金属氧化物或其它卤化物而成。举个例子，二氧化钼和三碘化铝在230 °C下反应，生成二碘化钼。一个涉及卤素交换的反应见下，是五氯化钽和过量的三碘化铝在400 °C下生成五碘化钽的反应：
{\displaystyle {\ce {3TaCl5 + {\underset {(excess)}{5AlI3}}-> 3TaI5 + 5AlCl3}}}
低价碘化物则可以由热分解或歧化产生，也可以通过高价碘化物给氢气或金属还原而成：
{\displaystyle {\ce {TaI5{}+Ta->[{\text{thermal gradient}}][{\ce {630^{\circ }C\ ->\ 575^{\circ }C}}]Ta6I14}}}
金属的低氧化态（+1，+2）碘化物偏向于离子化合物，而非金属和氧化态超过+3的金属碘化物则偏向于共价化合物。+3氧化态的金属碘化物可能是离子化合物也可能是共价化合物（例如碘化钪是离子化合物，而三碘化铝是共价化合物）。离子碘化物MIn在对应的卤化物MXn中有最低的熔沸点，而共价碘化物在对应的卤化物中有最高的熔沸点。类似的，离子碘化物（例如碘化钾和碘化钙）在水中的溶解度是对应的卤化物中最高的，而共价碘化物（例如碘化银）在水中的溶解度则是对应的卤化物中最低的。碘化银极难溶于水的性质可用于检测碘的存在。

### 卤化物
碘会形成三种一卤化物、三氟化物、三氯化物、五氟化物以及其它卤素都没有的七氟化物。卤化碘离子也是已知的，如酒红或橙色的ICl+
2以及深棕或紫黑色的I2Cl+。除此之外，碘也可以和拟卤素形成化合物，例如碘化氰（ICN）、硫氰酸碘（ISCN）和叠氮化碘（IN3）。

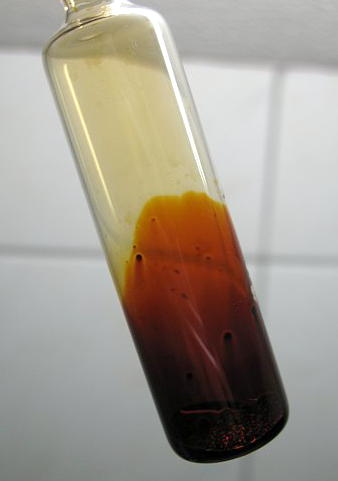
一氯化碘

一氟化碘（IF）在室温下不稳定，会迅速歧化成碘和五氟化碘，因此不能提纯。它可以由在三氯氟甲烷里，碘和−45 °C的氟气、−78 °C的三氟化碘或是0 °C的氟化银反应而成。一氯化碘（ICl）和一溴化碘（IBr）较稳定。一氯化碘是挥发性的红棕色化合物，由约瑟夫·路易·盖-吕萨克和汉弗里·戴维在1813–1814年独立发现。一氯化碘和溴单质很相似，这使得尤斯图斯·冯·李比希误把他发现的溴当成了一氯化碘。一氯化碘和一溴化碘可由碘直接和对应卤素反应而成，然后通过分级结晶提纯。它们都很活泼，甚至可以腐蚀铂和金，但不能腐蚀硼、碳、镉、铅、锆、铌、钼和钨。它们和有机化合物的反应取决于条件。一氯化碘蒸汽与苯酚和水杨酸的反应是氯化反应。这是因为一氯化碘均裂时会产生氯和碘，而氯更活泼。不过，在一氯化碘的四氯化碳溶液和苯酚的反应中，碘化反应会成为主反应。这是因为在溶液中，I–Cl键倾向于异裂，产生的I+离子会作为亲电试剂和苯酚反应。由于一溴化碘倾向于均裂成元素，而溴又比碘活泼，因此一溴化碘的四氯化碳溶液仍会溴化苯酚。液态一氯化碘和一溴化碘会离解成I
2X+
和IX−
2（X = Cl、Br）离子，显著增加它们的导电能力。
三氟化碘（IF3）是不稳定的黄色固体，−28 °C时就会分解，因此鲜为人知。由于氟气会直接把碘氟化成五氟化碘，因此制备三氟化碘需要用二氟化氙在三氯氟甲烷下氟化碘。三氯化碘是亮黄色固体，可以由碘和液氯在−80 °C下反应而成，在固态下以平面形二聚体I2Cl6存在。它是强氯化剂。液态三氯化碘可以导电，表明它会离解成ICl+
2和ICl−
4离子。
五氟化碘（IF5）是无色、有挥发性的液体。它是热力学上最稳定的氟化碘，可以由碘和氟气在室温下反应而成。它是氟化剂，但可以储存在玻璃容器中。液态五氟化碘离解的IF+
4和IF−
6使它可以导电。有着五角双锥形分子构型的七氟化碘（IF7）可以通过五氟化碘进一步和氟气反应产生。它是极强的氟化剂，在互卤化物中仅次于三氟化氯、五氟化氯和五氟化溴。即使在低温下，七氟化碘仍会和几乎所有的元素反应，氟化派热克斯玻璃并产生五氟氧化碘（IOF5），还可以使一氧化碳燃烧。

### 含氧化合物

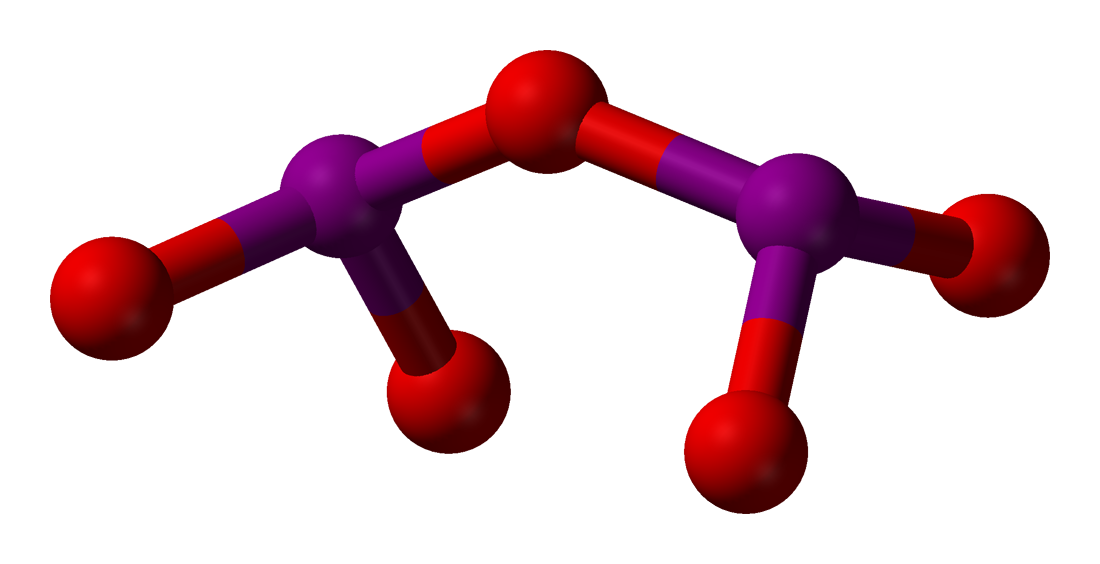
五氧化二碘的结构

由于碘和氧较大的电负性差距增强了I–O键，因此碘的氧化物也是卤素的氧化物中最稳定、发现时间最早的。白色的五氧化二碘（I2O5）在1813年由盖-吕萨克和戴维发现，可由碘酸（HIO3）脱水而成。它会迅速把一氧化碳氧化成二氧化碳，因此可用于测量一氧化碳浓度。除此之外，五氧化二碘也会氧化氮氧化物、乙烯和硫化氢。它和三氧化硫和过二硫酰氟（S2O6F2）反应，生成含有碘酰阳离子 [IO2]+的盐。这种盐可以给浓硫酸还原成含有[IO]+离子的亚碘酰盐。五氧化二碘可以给氟气、三氟化溴、四氟化硫和氯酰氟氟化成五氟化碘，而五氟化碘也可以和五氧化二碘反应，产生三氟氧化碘 IOF3。碘也有其它较不稳定的氧化物，如I4O9和I2O4。它们的结构仍未得以确认，但合理猜测分别是IIII(IVO3)3和[IO]+[IO3]−。
| E°          | a(H+) = 1 （酸性） | E°              | a(OH−) = 1 （碱性） |
| ----------- | ------------------ | --------------- | ------------------- |
| I2/I−       | +0.535             | I2/I−           | +0.535              |
| HOI/I−      | +0.987             | IO−/I−          | +0.48               |
|             |                    | IO− 3/I−        | +0.26               |
| HOI/I2      | +1.439             | IO−/I2          | +0.42               |
| IO− 3/I2    | +1.195             |                 |                     |
| IO− 3/HOI   | +1.134             | IO− 3/IO−       | +0.15               |
| IO− 4/IO− 3 | +1.653             |                 |                     |
| H5IO6/IO− 3 | +1.601             | H 3IO2− 6/IO− 3 | +0.65               |

除了氧化物之外，碘也可以形成含氧酸次碘酸（HIO）、亚碘酸（HIO2）、碘酸（HIO3）和高碘酸（HIO4或H5IO6）。碘溶于水时会产生以下反应：
| I2 + H2O   | ⇌ HIO + H+ + I−  | Kac = 2.0 × 10−13 mol2 l−2 |
| I2 + 2 OH− | ⇌ IO− + H2O + I− | Kalk = 30 mol2 l−2         |
次碘酸很不稳定。次碘酸盐会歧化成碘化物和碘酸盐：
| 3 IO− ⇌ 2 I− + IO− 3 | K = 1020 |
亚碘酸和亚碘酸盐比次碘酸和次碘酸盐更不稳定，只是碘化物氧化成碘酸盐的中间体。碘酸盐是最重要的碘含氧酸盐，可由碱金属碘化物在600 °C和高压下与氧气反应而成，或是用氯酸盐氧化碘而成。不像会缓慢歧化成氯化物和高氯酸盐的氯酸盐，碘酸盐在酸性和碱性条件下都不会歧化。碘酸可通过对碘的水溶液电解或加入发烟硝酸而成。碘酸盐的氧化性比氯酸盐和溴酸盐弱，但反应速度比它们快。
高碘酸盐有很多种，除了四面体形的偏高碘酸根 IO−
4以外，还有四方锥形的IO3−
5、八面体形的正高碘酸根 IO5−
6、[IO3(OH)3]2−、[I2O8(OH2)]4−和I
2O4−
9。它们可由在碱性环境下用电化学法（需要二氧化铅阳极）或氯气氧化碘酸钠而成：
IO−
3 + 6 OH− → IO5−
6 + 3 H2O + 2 e−
IO−
3 + 6 OH− + Cl2 → IO5−
6 + 2 Cl− + 3 H2O
高碘酸盐在热力学上和动力学上都是强氧化剂，会迅速把Mn2+氧化成MnO−
4，也会使二醇、α-二酮、α-羟酮、α-氨基醇、α-二胺裂解。正高碘酸 H5IO6在100 °C的真空下脱水会形成偏高碘酸 HIO4。继续脱水并不会得到七氧化二碘（I2O7），而是五氧化二碘和氧气。正高碘酸和硫酸反应，可以得到I(OH)+
6阳离子（和Te(OH)6及Sb(OH)−
6是等电子体）的硫酸盐和硫酸氢盐。

### 多碘化合物
碘溶于如发烟硫酸的强酸时会生成含有亮蓝色、顺磁性的I+
2离子的溶液。I+
2的盐可由由碘和五氟化锑反应而成：
2 I2 + 5 SbF5  2 I2Sb2F11 + SbF3
它是深蓝色的化合物。类似的钽化合物I2Ta2F11也存在。I2中的I–I键长为267 pm，而I+
2因为其反键轨道失去一个电子，增强了I–I键的强度，所以其键长也缩短成了256 pm。
在−60 °C的氟磺酸里，I+
2会可逆二聚成红色、长方形、有抗磁性的I2+
4。其它多碘阳离子也存在，如深棕黑色的I+
3和绿黑色的I+
5。
在水溶液中最重要的多碘离子是线形的三碘离子 I−
3，碘可溶于加有碘化钾的水就是因为这种离子。
I2 + I− ⇌ I−
3（20 °C时 Keq = ~700）
结晶含有碘和碘化物的溶液时也可以产生其它多碘阴离子，如I−
5、I−
9、I2−
4和I2−
8。它们和极化性弱的大阳离子（如Cs+）形成的盐可分离。

### 有机碘化合物

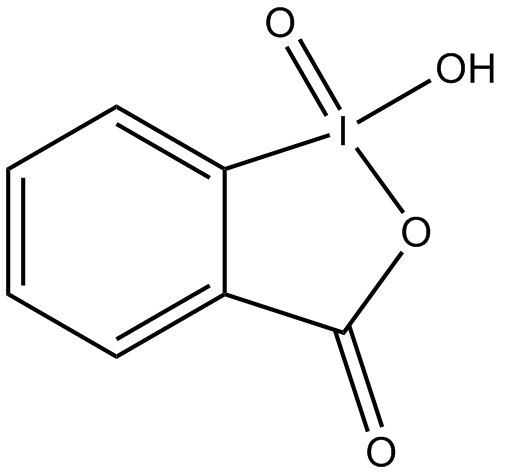
氧化剂2-碘酰基苯甲酸的结构

有机碘化合物一直是有机合成发展的基础，可用于霍夫曼消除反应、威廉姆逊合成反应、武兹反应和合成格氏试剂。
碳–碘键在有机化学中较为常见。碘代烃可由醇和三碘化磷反应而成，用于亲核取代反应和制备格氏试剂。C–I键因碳（2.55）和碘（2.66）的电负性差距不大，是所有碳–卤素键中最弱的。因此，碘离子是所有卤素离子中最好的离去基团，使得很多有机碘化合物放久了都会因为分解产生的碘而变黄。C–I键易于形成和消除的性质可用于有机合成。碘的高原子量也使得有机碘化合物的密度比其它有机化合物高很多。一些有机碘化合物中的碘与多个原子成键，例如可以把醇氧化成醛的2-碘酰基苯甲酸和可以氯化烯烃和炔烃的二氯化碘苯（PhICl2）。
相较于有机氯化合物或有机溴化合物，有机碘化合物有两个缺点，那就是更贵和更强的毒性。举个例子，碘乙酰胺和碘乙酸会烷基化蛋白质中半胱氨酸残基的巯基，防止重新形成二硫键。
碘代烷可由芬克尔斯坦反应中的卤素交换反应产生。此反应可使用极大量的碘化物，或利用卤化物溶解度的不同而使反应向一边移动。在芬克尔斯坦反应中，碘代烷可由丙酮中氯代烷或溴代烷和碘化钠反应而成。碘化钠可溶于丙酮，但氯化钠和溴化钠不溶于丙酮。反应由于不断生成的卤化钠沉淀，向着生成碘代烷的方向移动。

## 含量和生产
碘在稳定卤素当中最稀有，仅占了地壳的0.46 ppm（作为比较，氟544 ppm、氯126 ppm、溴2.5 ppm）。在83种大量存在的元素（第1–42、44–60、62–83、90和92号元素）中，碘的丰度排名第61。含碘礦物較罕見，且大部分濃度夠高、足夠提供經濟上萃取價值的礦床幾乎都是碘酸鹽矿物，如碘鈣石（Ca(IO3)2）和碘鉻鈣石（7Ca(IO3)2·8CaCrO4）。在智利钙质层（主要成分为硝酸钠）的杂质中可以找到这些矿物，其中的碘含量在0.02%至1%之间。从钙质层提取的碘酸钠会先给亚硫酸氢钠还原成碘化物，然后再和刚提取出来的碘酸盐反应生成碘单质，过滤出来。
钙质层是19世纪时碘的主要来源，至今仍然重要，而从海带提取碘不再经济上可行。到了20世纪末，卤水成了可与钙质层比较的碘来源。日本东京的南关东气田和美国俄克拉荷马州的阿纳达科盆地是两个最大的卤水碘来源。这些卤水首先会纯化并用硫酸酸化，并用氯气把其中的碘化物氧化成碘单质。反应会产生碘溶液，但这个溶液较稀，需要浓缩。这些溶液会通入空气来使碘蒸发到吸收塔中，然后会用二氧化硫把碘还原成碘化氢。碘化氢之后再和氯气反应产生碘沉淀，经过滤和纯化后便可出厂。
2 HI + Cl2 → I2↑ + 2 HCl
I2 + 2 H2O + SO2 → 2 HI + H2SO4
2 HI + Cl2 → I2↓ + 2 HCl
这些来源使得智利和日本可以成为今天碘的最大生产国。此外，要提取卤水中的碘还可以用硝酸银处理，使其中的碘以碘化银形式沉淀。然后，碘化银和铁反应生成碘化铁溶液，最后用氯气置换出其中的碘。

## 用途
碘大多用于生产有机碘化合物，有15%保持单质形式，15%以碘化钾形式使用，最后15%给制成其它无机碘化合物。碘化合物的主要用途包括催化劑、動物食物添加劑、穩定劑、染劑、著色劑、顏料、藥品、清潔衛生（碘酒）與照相。碘化合物的小眾用途包括除霧、人工降雨和用于分析化學。

### 分析化学

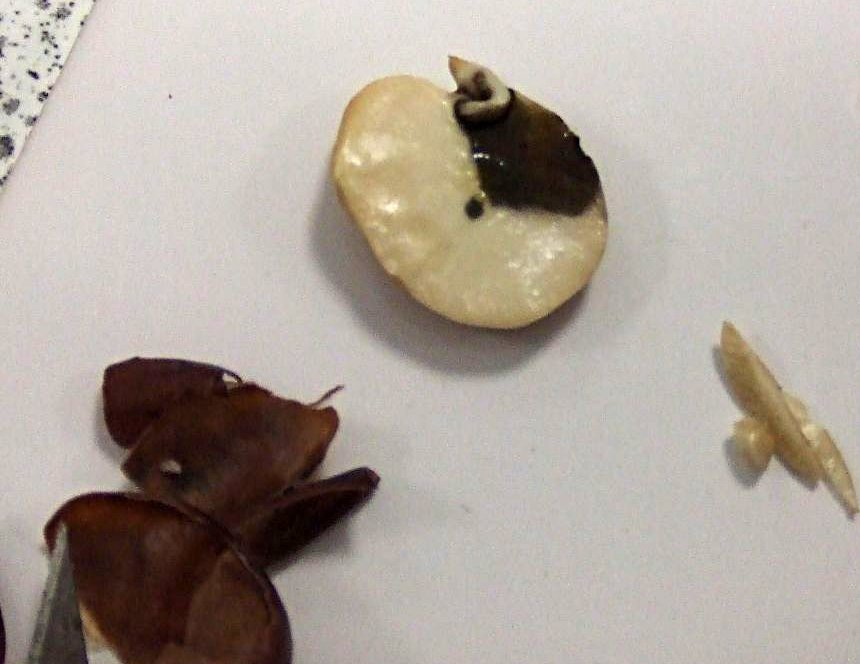
用碘溶液检测种子里的淀粉

碘可在碘量法中检测许多物质。碘会和淀粉形成蓝色的配合物，这种配合物的产生可用于检测淀粉或碘，也是碘量法中的氧化还原指示剂。碘可用于检测钞票是不是用含有淀粉的纸做成的假钞。
碘常用于测定脂肪酸的不饱和度（碘价），这些不饱和度源自会和碘反应的双键。
碘化汞钾 K2HgI4，又稱內斯勒試劑，常用於检测氨。类似的Mayer试剂（碘化汞钾的水溶液）常给用作生物鹼的沈澱試劑。碘的碱性水溶液可用于甲基酮的碘仿测试。

### 航天器推进
使用碘作为火箭推进剂的推进系统可变得更紧凑，重量和成本更小，且有比使用氙的离子推力器更高的运行效率。碘的原子量只比氙低3.3%，而第一和第二电离能之和就比氙低12%，这使得碘成为有前途的替代品。
碘的使用使离子推力器变得更广泛。欧洲空间局称这些小但可能为颠覆性的创新可以帮助清理太空垃圾问题。通过将自己坠入大气层中燃烧，这些微型卫星在任务结束时能够轻松自毁。
2021年初，法国的ThrustMe在轨演示用于航天器的电动离子推进器。这个航天器使用碘代替氙来作为等离子体来源，以便通过用静电场加速离子来产生推力。

### 医药

#### 碘单质
碘单质和含三碘阴离子 I3−的溶液（可由在难溶于水的碘单质的水溶液里加入碘化物而成，制备过程的逆反应可以产生碘单质）都是消毒剂。它也可用于治疗碘缺乏症。
碘还可以从碘伏产生。碘伏的例子包括：
- 碘酊：碘的乙醇溶液，或是碘和碘化钠溶于乙醇和水的混合物而产生的溶液。
- 卢戈氏碘液：碘和碘化物的水溶液，其中的碘主要以三碘化物形式存在。
- 聚维酮碘
- Iodine-V：I2和黄腐酸（英语：fulvic acid）的笼形复合物，是可溶于水的晶体。和其它碘伏不同，Iodine-V中的碘只以I2形式存在。[95]

碘的抗菌作用迅速且在低浓度下就能起作用，因此可用于手术。碘的具体抗菌机制不明，但它会穿透微生物，攻击某些氨基酸（如半胱氨酸和甲硫氨酸）、核苷酸和脂肪酸，最终导致细胞死亡。碘也能抗病毒，但对细小病毒科的抗病毒能力要比包膜病毒弱。碘的抗病毒机制可能是攻击病毒包膜的蛋白质，并通过和包膜的脂肪酸中的碳-碳双键反应来使其不稳定。

#### 碘化合物
在发现有机螯合剂之前的19世纪和20世纪初，口服碘化物曾是治疗铅中毒和汞中毒的方法。碘化钾的饱和溶液可以治疗急性甲状腺毒症。它也用于阻止甲状腺吸收碘-131（见#同位素章节）。
碘-131是放射性落下灰的常见成分，因甲状腺会汇集摄入的碘-131并将它们留在那里很久而特别危险。因此，有暴露于放射性落下灰中碘-131风险的人要一直服用含碘-127（没有放射性）的碘片。成年人的碘片剂量是每24小时一片130 mg的碘片，而这片碘片可以提供100 mg（100,000 微克）的碘。（每天的碘摄入量通常为100微克，见#膳食摄取量章节。）摄入这么大剂量的碘-127会使甲状腺饱和，最小化甲状腺吸收的碘-131。

含碘的造影剂泛影酸

由于碘的高原子序和电子密度，以及最内层电子的光电效应，它可以吸收能量低于33.3 keV的X射线。出于这个原因，有机碘化合物常用作血管摄影和CT扫描中的X射线造影剂。至今发现的所有可溶于水的造影剂都含碘。

### 其它
碘有很大一部分都用于合成牲畜饲料的碘添加剂乙二胺二氢碘酸盐。碘的另一大用途是Cativa催化法和孟山都法合成乙酸的催化剂。在这些乙酸合成方法中，氢碘酸会把甲醇转化成碘甲烷，后者羰基化成乙酰碘，乙酰碘之后会水解成产物乙酸，并生成氢碘酸。
在晶棒法中，碘会和钛、锆、铪和钍反应，然后通过碘化物的分解来提纯这些金属。卤素灯也是使用类似的原理来延长灯泡的寿命。以前的攝影胶卷使用碘化银来作為感光材料。每年都会有数吨的碘化银用于人工增雨。
有机碘化合物赤藓红是重要的食用色素。一种含碘的抑菌剂（AJ1629-34EC）可由显著抑制Fusarium verticillioides的生长，使它可能成为毒性较弱的抗真菌剂替代物。
125I用作研究哪些配体和哪些植物模式识别受体（PRRs）结合的放射性示踪剂。含碘離子的母液或防凍劑能跟蛋白質晶體結合，為X-射線繞射提供相位資訊。

## 對人體的影響

甲状腺激素T_{3}和T_{4}在体内的运作系统

碘是人體必需的礦物質，用以製造甲状腺激素四碘甲腺原氨酸和三碘甲腺原氨酸（缩写分别为T4和T3，以碘原子的数量命名）是以調控細胞代謝、神經性肌肉組織發展與成長（特別是在出生胎兒的腦部）。缺碘会使T3和T4的合成量减少，且使甲状腺为了得到碘而变大，造成甲状腺肿。血液中的甲状腺激素主要由生物半衰期较长的四碘甲腺原氨酸（T4）组成，人血中T4和T3的比例在14:1到20:1之间。T4会通过脱碘酶转化成生物活性更高的T3，而T3会进一步脱羧和脱碘，生成3-碘甲状腺原胺（T1a）和甲状腺原胺（T0a'）。脱碘酶含有硒，因此人体合成T3需要硒。
碘占了T4分子量的65%，以及T3分子量的59%。有15–20 mg的碘储存在甲状腺中，而70%的碘存在于其它组织中，包括乳腺、眼睛、胃粘膜、胎儿胸腺、脑脊髓液和脉络丛、动脉壁、宫颈和唾液腺。在这些组织中，碘化物会通过钠碘同向运输蛋白（NIS）直接进入细胞。乳腺组织中的碘与胎儿和新生儿发育有关，但碘在其它组织的作用仍有不明确的地方。

### 膳食摄取量
美国国家医学院推荐的碘摄入量为一岁以下婴儿110~130 µg，1~8岁儿童90 µg，9~13岁儿童120 µg，成年人150 µg，孕妇220 µg，哺乳期妇女290 µg。成年人对碘的可耐受最高摄入量（UL）为每天1,100 μg，此上限是通过分析补充剂对促甲状腺激素的影响而定的。
甲状腺合成一天的T4和T3不需要超过70 μg的碘。超过这个值的推荐碘摄入量用来使许多身体系统，包括胃黏膜、唾液腺、脑细胞、脉络丛、胸腺和动脉壁保持最佳状态。
碘的天然食物来源包括海产（如鱼、海带和贝类）、乳制品和蛋。含碘食盐中加入了碘化钠来增加碘含量。
2000年，美国男人和女人的碘摄入量中位数分别为每天240–300 μg和190–210 μg。美国人的碘摄入量足够，而育龄妇女和孕妇可能有轻微的碘缺乏症风险。有认为日本人源自昆布的碘摄入量很高，达到每天5,280–13,800 μg，但最新研究表明日本人的实际碘摄入量更接近于每天1,000–3,000 μg。日本成年人的可耐受最高摄入量在2015年最后修改成了每天3,000 µg。在食盐加碘等碘营养强化计划执行后发生一些由碘引起的甲亢病例（Jod-Basedow现象）。这种情况似乎主要发生在40岁以上的人群中，当碘缺乏症严重且碘摄入量突然剧增时，风险似乎更高。

### 缺乏
当一个人的尿碘低于100μg/L时，他就患上了碘缺乏症。在饮食中碘含量较少的地区（如没有海产的偏远内陆地区和半干旱气候地区）生活的人较易得碘缺乏症。碘缺乏症会导致甲状腺机能低下症，它的症状为极度疲劳、甲状腺肿、智力减退、抑郁、体重增加和基础体温下降。婴儿和小孩因缺碘而导致甲状腺功能减退造成的碘缺乏症是可避免的智能障碍的主因。发达国家采用食盐加碘的方法解决了该问题，但碘缺乏症在发展中国家里仍是严重的公共卫生问题。给中度缺碘儿童补充碘可改善他们的信息处理、精细动作技能和视觉问题解决能力。

## 危害

### 毒性
口服未稀释的碘单质（I2）有毒，对成年人的致死量为30 mg/kg，也就是对于体重70–80 kg的人来说2.1–2.4克的碘即可致死。（尽管对大鼠的实验显示它们食用14000 mg/kg的碘后仍能生存）过量的碘在缺硒时的细胞毒性更强，因此给缺乏硒的人碘补充剂理论上有害。碘的毒性源自于其氧化性，会使蛋白质和酶变性。
碘单质会刺激皮肤，直接接触会造成伤害，因此碘晶体需要小心处理。长时间接触像是碘酊和卢戈氏碘液的浓碘溶液会损害皮肤。有报告残留在皮肤上的聚维酮碘导致灼伤的案例。

#### 工作暴露
工作场所里的人会通过吸入、摄入、皮肤和眼睛接触碘。职业安全与健康管理局把碘的允许最大暴露限值定为0.1 ppm（1 mg/m3），而美国国家职业安全卫生研究所也把碘的建议暴露限值定为0.1 ppm（1 mg/m3）。碘的浓度达到2 ppm时就会立即危及生命或健康。

#### 过敏
一些人会对含碘产品和食物过敏，他们接触到碘酊或聚维酮碘时会起红疹。他们使用含碘造影剂时可能也会让他们起红疹，甚至可致命的过敏性休克。这些过敏反应使人误解这些人会对碘单质过敏，甚至对富含碘的海鲜过敏的人也可以这样解释。理论上，由于人不可能对碘单质或简单碘化物过敏，因此没有真正对碘过敏的人。对含碘产品和食物过敏显然与其它成分有关，因此对一种含碘食物或产品过敏的人可能不会对另一种食物或产品产生过敏反应。对各种食物（贝类、鸡蛋、牛奶等）过敏的患者不会增加对造影剂过敏的风险。与所有药物一样，在给予任何含碘药物前，应询问和咨询患者的过敏史。

### 美国缉毒局第一类化学品
磷可以把碘还原成氢碘酸，而氢碘酸则可以把麻黄碱或伪麻黄碱还原成冰毒。出于这个原因，美国缉毒局归类碘为第一类化学品。

## 外部連結
- 元素碘在洛斯阿拉莫斯国家实验室的介紹（英文）
- —— 碘（英文）
- 元素碘在The Periodic Table of Videos（諾丁漢大學）的介紹（英文）
- 元素碘在Peter van der Krogt elements site的介紹（英文）
- WebElements.com – 碘（英文）